# Royal Fam
 Royal Fam é a mixtape de estria do grupo de Hip Hop estadunidense Tha Broadus Boyz, formado pelo rapper Snoop Dogg e seus filhos Spanky Danky (Corde Calvin Broadus) e Dirty D (Cordell Broadus). O álbum foi disponibilizado para Descarga digital em  26 de setembro de 2013.

## Faixas
| N.º | Título                | Duração |  |
| 1.  | "My 2 Boyz"           | 4:24    |  |
| 2.  | "Top of Da Mountain"  | 4:09    |  |
| 3.  | "Ball Till We Ball"   | 4:46    |  |
| 4.  | "Don't Wanna Grow Up" | 4:00    |  |
| 5.  | "70's Hippie Smoke"   | 2:13    |  |
| 6.  | "Crusin"              | 3:27    |  |
| 7.  | "Just Let It Go"      | 3:10    |  |
| 8.  | "Go Hard"             | 3:39    |  |
| 9.  | "Groove Thang"        | 2:39    |  |
| 10. | "Passenger Seat"      | 5:29    |  |

| Faixa bônus |                 |         |  |
| N.º         | Título          | Duração |  |
| 11.         | "All the Money" | 3:54    |  |